# Copa Mundial de Baloncesto 3x3 de 2017
La Copa Mundial FIBA de Baloncesto 3x3 de 2017 se celebró del 17 al 21 de junio de 2017 en Nantes, Francia. El torneo es organizado por la FIBA y contara con la participación de 20 selecciones nacionales en categoría masculina y 20 selecciones nacionales en categoría femenina .

## Masculino: Primera fase

### Grupo A
| Pos. | Equipo      | PJ | G | P | GF | GC | DG  | Pts | Clasificación          |       | Bandera de Serbia | Bandera de Rusia | Bandera de Puerto Rico | Bandera de Andorra | Bandera de Egipto |
| ---- | ----------- | -- | - | - | -- | -- | --- | --- | ---------------------- | ----- | ----------------- | ---------------- | ---------------------- | ------------------ | ----------------- |
| 1    | Serbia      | 4  | 4 | 0 | 80 | 59 | +21 | 8   | Avanza a la Fase final |       | —                 | 20–17            | 21–14                  | 22–13              | 17–15             |
| 2    | Rusia       | 4  | 3 | 1 | 73 | 66 | +7  | 7   | Avanza a la Fase final |       | 17–20             | —                | 19–17                  | 22–15              | 15–14             |
| 3    | Puerto Rico | 4  | 2 | 2 | 73 | 71 | +2  | 6   |                        |       | 14–21             | 17–19            | —                      | 21–12              | 21–19             |
| 4    | Andorra     | 4  | 1 | 3 | 55 | 79 | −24 | 5   |                        | 13–22 | 15–22             | 12–21            | —                      | 15–14              |                   |
| 5    | Egipto      | 4  | 0 | 4 | 62 | 68 | −6  | 4   |                        | 15–17 | 14–15             | 19–21            | 14–15                  | —                  |                   |

 Fuente: FIBA.com
Criterios de clasificación: 1) Partidos ganados; 2) Enfrentamientos directos; 3) Puntos anotados; 4) Mayor diferencia de puntos.

### Grupo B
| Pos. | Equipo      | PJ | G | P | GF | GC | DG  | Pts | Clasificación          |       | Bandera de Eslovenia | Bandera de Francia | Bandera de Filipinas | Bandera de Rumania | Bandera de El Salvador |
| ---- | ----------- | -- | - | - | -- | -- | --- | --- | ---------------------- | ----- | -------------------- | ------------------ | -------------------- | ------------------ | ---------------------- |
| 1    | Eslovenia   | 4  | 4 | 0 | 82 | 59 | +23 | 8   | Avanza a la Fase final |       | —                    | 19–17              | 21–14                | 21–12              | 21–16                  |
| 2    | Francia     | 4  | 3 | 1 | 81 | 47 | +34 | 7   | Avanza a la Fase final |       | 17–19                | —                  | 22–11                | 21–12              | 21–5                   |
| 3    | Filipinas   | 4  | 2 | 2 | 67 | 72 | −5  | 6   |                        |       | 14–21                | 11–22              | —                    | 21–15              | 21–14                  |
| 4    | Rumania     | 4  | 1 | 3 | 61 | 76 | −15 | 5   |                        | 12–21 | 12–21                | 15–21              | —                    | 22–13              |                        |
| 5    | El Salvador | 4  | 0 | 4 | 48 | 85 | −37 | 4   |                        | 16–21 | 5–21                 | 14–21              | 13–22                | —                  |                        |

 Fuente: FIBA.com
Criterios de clasificación: 1) Partidos ganados; 2) Enfrentamientos directos; 3) Puntos anotados; 4) Mayor diferencia de puntos.

### Grupo C
| Pos. | Equipo    | PJ | G | P | GF | GC | DG  | Pts | Clasificación          |       | Bandera de Ucrania | Bandera de Catar | Bandera de Polonia | Bandera de Estonia | Bandera de Sri Lanka |
| ---- | --------- | -- | - | - | -- | -- | --- | --- | ---------------------- | ----- | ------------------ | ---------------- | ------------------ | ------------------ | -------------------- |
| 1    | Ucrania   | 4  | 4 | 0 | 86 | 55 | +31 | 8   | Avanza a la Fase final |       | —                  | 21–20            | 21–15              | 22–11              | 22–9                 |
| 2    | Qatar     | 4  | 3 | 1 | 79 | 51 | +28 | 7   | Avanza a la Fase final |       | 20–21              | —                | 19–17              | 20–9               | 20–4                 |
| 3    | Polonia   | 4  | 2 | 2 | 72 | 63 | +9  | 6   |                        |       | 15–21              | 17–19            | —                  | 18–13              | 22–10                |
| 4    | Estonia   | 4  | 1 | 3 | 54 | 62 | −8  | 5   |                        | 11–22 | 9–20               | 13–18            | —                  | 21–2               |                      |
| 5    | Sri Lanka | 4  | 0 | 4 | 25 | 85 | −60 | 4   |                        | 9–22  | 4–20               | 10–22            | 2–21               | —                  |                      |

 Fuente: FIBA.com
Criterios de clasificación: 1) Partidos ganados; 2) Enfrentamientos directos; 3) Puntos anotados; 4) Mayor diferencia de puntos.

### Grupo D
| Pos. | Equipo         | PJ | G | P | GF | GC | DG  | Pts | Clasificación          |       | Bandera de los Países Bajos | Bandera de Estados Unidos | Bandera de Nueva Zelanda | Bandera de Indonesia | Bandera de Corea del Sur |
| ---- | -------------- | -- | - | - | -- | -- | --- | --- | ---------------------- | ----- | --------------------------- | ------------------------- | ------------------------ | -------------------- | ------------------------ |
| 1    | Países Bajos   | 4  | 4 | 0 | 82 | 42 | +40 | 8   | Avanza a la Fase final |       | —                           | 19–12                     | 20–13                    | 21–11                | 22–6                     |
| 2    | Estados Unidos | 4  | 3 | 1 | 75 | 37 | +38 | 7   | Avanza a la Fase final |       | 12–19                       | —                         | 21–6                     | 21–8                 | 21–4                     |
| 3    | Nueva Zelanda  | 4  | 1 | 3 | 46 | 69 | −23 | 5   |                        |       | 13–20                       | 6–21                      | —                        | 12–15                | 15–13                    |
| 4    | Indonesia      | 4  | 1 | 3 | 41 | 66 | −25 | 5   |                        | 11–21 | 8–21                        | 15–12                     | —                        | 7–12                 |                          |
| 5    | Corea del Sur  | 4  | 1 | 3 | 35 | 65 | −30 | 5   |                        | 6–22  | 4–21                        | 13–15                     | 12–7                     | —                    |                          |

 Fuente: FIBA.com
Criterios de clasificación: 1) Partidos ganados; 2) Enfrentamientos directos; 3) Puntos anotados; 4) Mayor diferencia de puntos.

## Fase final
|  | Cuartos de final | Cuartos de final |           |    | Semifinales            | Semifinales            |  |  | Final | Final |
|  |                  |                  |           |    |                        |                        |  |  |       |       |
|  |                  |                  |           |    |                        |                        |  |  |       |       |
|  |                  |                  |           |    |                        |                        |  |  |       |       |
|  | Serbia           | 17               |           |    |                        |                        |  |  |       |       |
|  | Serbia           | 17               |           |    |                        |                        |  |  |       |       |
|  | Estados Unidos   | 14               |           |    |                        |                        |  |  |       |       |
|  | Estados Unidos   | 14               | Serbia    | 22 |                        |                        |  |  |       |       |
|  |                  |                  | Serbia    | 22 |                        |                        |  |  |       |       |
|  |                  | Francia          | 11        |    |                        |                        |  |  |       |       |
|  | Ucrania          | Francia          | 11        | 12 |                        |                        |  |  |       |       |
|  | Ucrania          |                  |           | 12 |                        |                        |  |  |       |       |
|  | Francia          | 20               |           |    |                        |                        |  |  |       |       |
|  | Francia          | 20               | Serbia    | 21 |                        |                        |  |  |       |       |
|  |                  |                  | Serbia    | 21 |                        |                        |  |  |       |       |
|  |                  | Países Bajos     | 18        |    |                        |                        |  |  |       |       |
|  | Eslovenia        | Países Bajos     | 18        | 18 |                        |                        |  |  |       |       |
|  | Eslovenia        |                  |           | 18 |                        |                        |  |  |       |       |
|  | Qatar            | 15               |           |    |                        |                        |  |  |       |       |
|  | Qatar            | 15               | Eslovenia | 12 |                        |                        |  |  |       |       |
|  |                  |                  | Eslovenia | 12 |                        |                        |  |  |       |       |
|  |                  | Países Bajos     | 13        |    | Tercer y cuarto puesto | Tercer y cuarto puesto |  |  |       |       |
|  | Países Bajos     | Países Bajos     | 13        | 15 | Tercer y cuarto puesto | Tercer y cuarto puesto |  |  |       |       |
|  | Países Bajos     |                  |           | 15 |                        |                        |  |  |       |       |
|  | Rusia            | 13               |           |    |                        |                        |  |  |       |       |
|  | Rusia            | 13               | Eslovenia | 17 |                        |                        |  |  |       |       |
|  |                  |                  |           |    |                        |                        |  |  |       |       |
|  | Francia          | 18               |           |    |                        |                        |  |  |       |       |
|  | Francia          | 18               |           |    |                        |                        |  |  |       |       |

### Clasificación final
| Pos | Equipo         | PJ | PG | PP | PF  |
| --- | -------------- | -- | -- | -- | --- |
| 1   | Serbia         | 7  | 7  | 0  | 140 |
| 2   | Países Bajos   | 7  | 6  | 1  | 128 |
| 3   | Francia        | 7  | 5  | 2  | 130 |
| 4   | Eslovenia      | 7  | 5  | 2  | 129 |
| 5   | Ucrania        | 5  | 4  | 1  | 98  |
| 6   | Qatar          | 5  | 3  | 2  | 94  |
| 7   | Estados Unidos | 5  | 3  | 2  | 89  |
| 8   | Rusia          | 5  | 3  | 2  | 86  |
| 9   | Puerto Rico    | 4  | 2  | 2  | 73  |
| 10  | Polonia        | 4  | 2  | 2  | 72  |
| 11  | Filipinas      | 4  | 2  | 2  | 67  |
| 12  | Rumania        | 4  | 1  | 3  | 61  |
| 13  | Andorra        | 4  | 1  | 3  | 55  |
| 14  | Estonia        | 4  | 1  | 3  | 54  |
| 15  | Nueva Zelanda  | 4  | 1  | 3  | 46  |
| 16  | Indonesia      | 4  | 1  | 3  | 41  |
| 17  | Corea del Sur  | 4  | 1  | 3  | 35  |
| 18  | Egipto         | 4  | 0  | 4  | 62  |
| 19  | El Salvador    | 4  | 0  | 4  | 48  |
| 20  | Sri Lanka      | 4  | 0  | 4  | 25  |

## Femenino
| Grupo A - Rusia - Alemania - Hungría - Kazajistán - Kirguistán | Grupo B - Francia - Turkmenistán - Suiza - Venezuela - España | Grupo C - Países Bajos - Ucrania - Australia - Japón - China | Grupo D - República Checa - Italia - Argentina - Andorra - Baréin |

## Fase final
|  | Cuartos de final | Cuartos de final |              |    | Semifinales            | Semifinales            |  |  | Final | Final |
|  |                  |                  |              |    |                        |                        |  |  |       |       |
|  |                  |                  |              |    |                        |                        |  |  |       |       |
|  |                  |                  |              |    |                        |                        |  |  |       |       |
|  | Rusia            | 22               |              |    |                        |                        |  |  |       |       |
|  | Rusia            | 22               |              |    |                        |                        |  |  |       |       |
|  | República Checa  | 13               |              |    |                        |                        |  |  |       |       |
|  | República Checa  | 13               | Rusia        | 21 |                        |                        |  |  |       |       |
|  |                  |                  | Rusia        | 21 |                        |                        |  |  |       |       |
|  |                  | Países Bajos     | 9            |    |                        |                        |  |  |       |       |
|  | Países Bajos     | Países Bajos     | 9            | 17 |                        |                        |  |  |       |       |
|  | Países Bajos     |                  |              | 17 |                        |                        |  |  |       |       |
|  | España           | 13               |              |    |                        |                        |  |  |       |       |
|  | España           | 13               | Rusia        | 19 |                        |                        |  |  |       |       |
|  |                  |                  | Rusia        | 19 |                        |                        |  |  |       |       |
|  |                  | Hungría          | 12           |    |                        |                        |  |  |       |       |
|  | Suiza            | Hungría          | 12           | 9  |                        |                        |  |  |       |       |
|  | Suiza            |                  |              | 9  |                        |                        |  |  |       |       |
|  | Ucrania          | 13               |              |    |                        |                        |  |  |       |       |
|  | Ucrania          | 13               | Ucrania      | 13 |                        |                        |  |  |       |       |
|  |                  |                  | Ucrania      | 13 |                        |                        |  |  |       |       |
|  |                  | Hungría          | 15           |    | Tercer y cuarto puesto | Tercer y cuarto puesto |  |  |       |       |
|  | Italia           | Hungría          | 15           | 16 | Tercer y cuarto puesto | Tercer y cuarto puesto |  |  |       |       |
|  | Italia           |                  |              | 16 |                        |                        |  |  |       |       |
|  | Hungría          | 18               |              |    |                        |                        |  |  |       |       |
|  | Hungría          | 18               | Países Bajos | 13 |                        |                        |  |  |       |       |
|  |                  |                  |              |    |                        |                        |  |  |       |       |
|  | Ucrania          | 15               |              |    |                        |                        |  |  |       |       |
|  | Ucrania          | 15               |              |    |                        |                        |  |  |       |       |

### Clasificación final
| Pos | Equipo          | PJ | PG | PP | PF  |
| --- | --------------- | -- | -- | -- | --- |
| 1   | Rusia           | 7  | 7  | 0  | 137 |
| 2   | Hungría         | 7  | 5  | 2  | 118 |
| 3   | Ucrania         | 7  | 5  | 2  | 100 |
| 4   | Países Bajos    | 7  | 5  | 2  | 100 |
| 5   | Italia          | 5  | 4  | 1  | 89  |
| 6   | Suiza           | 5  | 4  | 1  | 81  |
| 7   | República Checa | 5  | 3  | 2  | 84  |
| 8   | España          | 5  | 3  | 2  | 84  |
| 9   | Australia       | 4  | 2  | 2  | 65  |
| 10  | Francia         | 4  | 2  | 2  | 60  |
| 11  | Argentina       | 4  | 2  | 2  | 51  |
| 12  | Alemania        | 4  | 2  | 2  | 47  |
| 13  | Japón           | 4  | 1  | 3  | 45  |
| 14  | Andorra         | 4  | 1  | 3  | 39  |
| 15  | Kazajistán      | 4  | 1  | 3  | 34  |
| 16  | Turkmenistán    | 4  | 1  | 3  | 27  |
| 17  | Chile           | 4  | 0  | 4  | 35  |
| 18  | Venezuela       | 4  | 0  | 4  | 31  |
| 19  | Bahréin         | 4  | 0  | 4  | 23  |
| 20  | Kirguistán      | 4  | 0  | 4  | 23  |